# Pseudonirmus lugubris
Pseudonirmus lugubris är en insektsart som först beskrevs av Taschenberg 1882.  Pseudonirmus lugubris ingår i släktet Pseudonirmus och familjen fjäderlöss. Inga underarter finns listade i Catalogue of Life.